# Jean-Baptiste Delauney
Jean-Baptiste Gabriel Delauney, né à Isigny-sur-Mer le 16 octobre 1752 et mort à Bayeux le 6 décembre 1831, est un homme politique français.

## Biographie
Il est le fils de René Delauney « marchand bourgeois » à Isigny, qui fut longtemps syndic-maire de la localité, et, à la fin de sa vie, juge au tribunal de l'élection de Bayeux, et de Marie-Thérèse-Cécile Le Petit.
Il est avocat à Bayeux (1782), puis officier municipal; il est procureur-syndic de l'Hôtel-de-Ville de Bayeux à partir de 1787. Il fait partie, en 1788, de l'assemblée de l'élection de Bayeux.
Il est élu député du tiers-état du bailliage de Caen aux états généraux le 23 mars 1789. Membre du comité de la nouvelle division territoriale de la France, il prend une part active à ses travaux. Sur le conseil de sa sœur, il fait prévaloir, pour le département dont Caen était le chef-lieu, le nom de Calvados sur le nom d'Orne-Inférieure, qui était proposé. C'est également à lui que Bayeux doit de conserver son siège épiscopal que Thouret réclamait pour Lisieux. 
Après la session, M. Delauney revient dans son département. Il fait partie, avec Cahier de Gerville, de la « Commission des Arts » chargée de recueillir et de cataloguer les livres et objets précieux provenant des églises et des châteaux; on doit à cette commission la conservation de la célèbre tapisserie de la Reine Mathilde, du coffret arabe de la cathédrale, etc. M. Delauney est nommé spécialement conservateur du dépôt. 
Membre du conseil général du Calvados à sa création, il est, sous l'Empire, président du collège électoral de Bayeux; il assiste en cette qualité au sacre de Napoléon Ier. Il fait partie du conseil municipal de cette ville jusqu'à sa mort.
Il se marie tardivement en 1812 à Bayeux avec Julie Charlotte Jeanne de La Mare.
Il a rédigé / publié: un poème accompagné de notes intéressantes, quelques poésies et un Mémoire sur un sujet historique; Observations de M. Delauney, sur le siège épiscopal du département du Calvados (1790), Bayeux et ses environs (1804).